# Spurious-Free Dynamic Range
In telecomunicazioni ed elettronica, la Spurious-Free Dynamic Range (SFDR) è una grandezza che indica il rapporto tra la potenza del segnale rispetto a quella della maggior componente di segnale spurio. Possiamo distinguere due casi in cui questo parametro viene utilizzato in maniera leggermente diversa: il caso in cui venga calcolata per valutare la qualità di un sistema di conversione analogico-digitale (o digitale-analogico), e quello in cui si voglia valutare il livello del segnale in arrivo ad un ricevitore radio.
Per gli ADC e i DAC, la SFDR è definita come il rapporto tra il valore efficace della portante all'ingresso del convertitore di riferimento, diviso per il valor efficace della componente spettrale di maggior potenza, considerando rumore e distorsione, considerata all'uscita del convertitore. Normalmente, questo parametro viene misurato in dBc (o dBp), quando si riferisce alla potenza calcolata rispetto alla portante, in inglese carrier, oppure in dBFS, quando esso viene valutato rispetto al valore di fondo scala del convertitore. Solitamente, la SFDR viene definita lungo tutto lo spettro utile del segnale da 0 Hz fino alla frequenza di Nyquist, ma in alcuni casi può essere valutata anche solo su una specifica finestra di frequenze.
Nel caso invece di un radio ricevitore, si considera come riferimento il livello del minimo segnale rilevabile all'ingresso del ricevitore, che può essere calcolato conoscendo a priori la figura di rumore e la banda del segnale di ingresso. Se consideriamo un segnale che produce una distorsione armonica, riportata in ingresso, pari a questo valore, e lo rapportiamo allo stesso segnale minimo rilevabile, otteniamo il valore di SFDR del ricevitore.